# Tamburato
Il tamburato o taburato è un tipo di pannello usato nella realizzazione di mobili ed arredamento particolarmente apprezzato per la leggerezza.
Il tamburato è costituito da due fogli di truciolare, MDF o compensato, detti pelli, incollati su un telaio perimetrale di legno, truciolare o mdf al fine di ottenere in pratica un pannello vuoto all'interno. Per aumentare la resistenza del pannello nella parte centrale vuota si aggiunge una carta impregnata strutturata ad alveoli. Per questo motivo spesso questo pannello viene anche chiamato pannello a nido d'ape. Per aumentare ulteriormente la resistenza la carta viene, ove richiesto, sostituita con pani di poliuretano o polistirolo espansi o con nido d'ape di plastica o alluminio o legno
Visto il ridotto peso specifico (di solito inferiore ai 0,2kg/dm²) viene usato molto frequentemente per la realizzazione di porte ed ante di armadi che sarebbero troppo pesanti se realizzate in truciolare o mdf (peso specifico variabile dai 0,5 ai 0,75 kg/dm²). È frequente l'uso del tamburato anche per pannelli di grosso spessore e nella realizzazione di fianchi di armadi anche se in questi casi viene spesso sostituito dai pannelli in truciolare. Altre applicazioni nel settore dei mobili sono mensole, piani di soggiorni e qualsiasi applicazione che richieda leggerezza, indeformabilità e robustezza associata a spessori di almeno 30 mm.

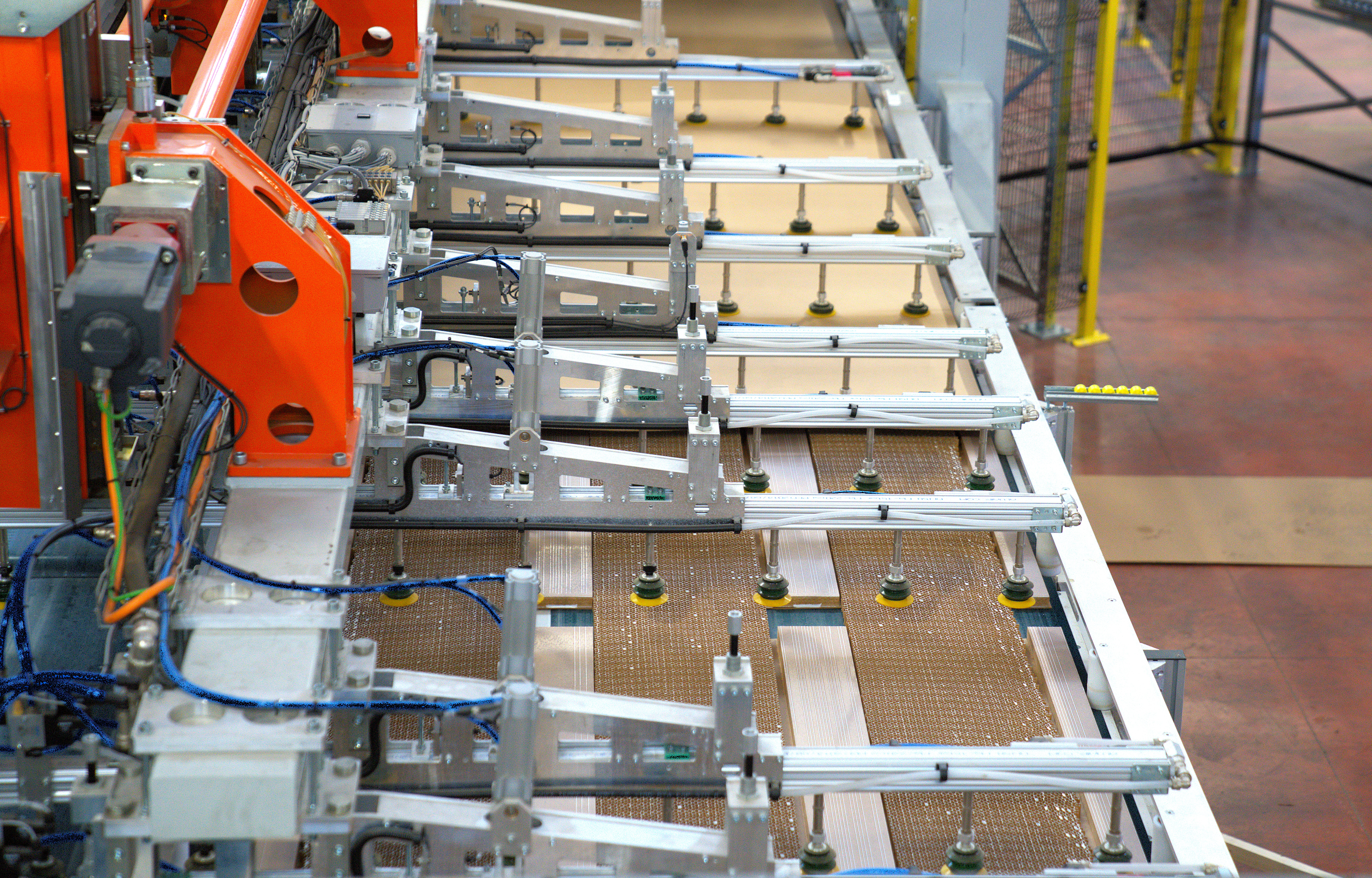
Linea di produzione ad alta automazione del tamburato di Italton s.r.l.

Attualmente vengono utilizzati anche nell'ambito Fieristico e Retail per la creazione di pareti temporanee (anche curve) utilizzando pannelli di spessori dai 40 ai 60 mm e di altezze che arrivano fino a 5 metri, il metodo di fissaggio varia a seconda del produttore ma principalmente in italia il metodo più utilizzato è la giunzione tramite anime di tubolare quadro 16x16x2 oppure ganci maschio - femmina in materiale plastico. 
Il tamburato viene di solito nobilitato e lavorato come un normale pannello in truciolare con l'applicazione di impiallacciature, laminati, foglie polimeriche o melamminiche; sono necessarie alcune considerazioni progettuali preventive, in quanto i tagli, la ferramenta, le cerniere e le viti possono essere applicate solo sul telaio del pannello e non nella parte centrale a nido d'ape, per questo motivo spesso, a livello industriale, tagli a misura di ante e porte risultano più complessi se non impossibili con questo materiale.